# 老部
老部（）は、年寄りを意味する漢字の部首。
康熙字典214部首では125番目に置かれる（6画の8番目、未集の8番目）。

## 概要
「老」字は年老いたことを意味する。動詞として用いられる時は、自動詞で老いて官職を退くこと、他動詞で老人を敬い養うことを意味する。名詞としては高齢の有徳者や臣下幕僚への尊称として用いられ、天子の大臣である上公や上卿を意味したり、大夫の家臣である家老を意味した。また衰えるさま、老練であるさまを意味する。
『説文解字』は「人」「毛」「匕（変化）」の会意文字とするが、甲骨文を見ると、髪が薄く背の曲がった老人が杖をつく様子に象っている。
偏旁の意符としては老いに関することを示す。このとき上の冠の位置に置かれるが、匕部分を省略した「耂」が用いられることが多い。
老部では上記のような意符を構成要素に持つ漢字を収める。また「者」のように楷書で「耂」形の筆画を持つようになった漢字も収めている。
ちなみに「者」は康熙字典では篆書に倣い「耂」の下に点が入った形の「者」とするが、現在は日本・中国・台湾・香港ともに楷書に従い、点のない「者」とする。

## 部首の通称
- 日本：おいがしら・おいかんむり
- 韓国：늙을로부（neulgeul ro bu、老いた老部）
- 英米：Radical old

## 部首字
老
- 中古音
  - 広韻 - 廬晧切、晧韻、上声
  - 詩韻 - 晧韻、上声
  - 三十六字母 - 来母
- 現代音
  - 普通話 - ピンイン：lǎo 注音：ㄌㄠˇ ウェード式：lao3
  - 広東語 - Jyutping:lou5 イェール式:lou5
- 日本語 - 音：ロウ（ラウ）（漢音・呉音） 訓：おいる・ふける
- 朝鮮語 - 音：로(ro) 訓：늙을（neulgeul、老いた）・익숙할（iksukhal、熟練した）・어른（eoreun、年長者）

## 例字
- 老
- 2:考、4:耆・耄、5:者（者4）、6:耋